# Dragiša Binić
Dragiša Binić (Servisch: Драгиша Бинић) (Golubovac (Trstenik (Rasina)), 21 oktober 1961) is een voormalig Servische voetballer.

## Joegoslavisch voetbalelftal
Dragiša Binić debuteerde in 1990 in het Joegoslavisch nationaal elftal en speelde 3 interlands, waarin hij 1 keer scoorde.